# Божумінська Степанія Миколаївна
Степанія Миколаївна Божумінська (нар. 12 липня 1941, тепер Івано-Франківської області — ?) — українська радянська діячка, ланкова колгоспу імені Ілліча Тлумацького району Івано-Франківської області. Депутат Верховної Ради УРСР 9—10-го скликань.

## Біографія
Освіта середня.
У 1958—1966 роках — колгоспниця, ланкова, доярка колгоспу імені Чапаєва Станіславської області.
З 1966 року — член ланки по вирощуванню буряків колгоспу «Зоря» села Кутище Тлумацького району Івано-Франківської області.
З 1971 року — ланкова овочівницької ланки колгоспу імені Ілліча Тлумацького району Івано-Франківської області.
Потім — на пенсії в Тлумацькому районі Івано-Франківської області.

## Нагороди
- ордени
- медалі